# Dorota Rothschild
Dorothy de Rothschild (ur. 1895, zm. 1988) – angielska filantropka i działaczka pochodzenia żydowskiego.
Urodziła się jako Dorothy Mathilde Pinto, wyszła za mąż za Jamesa Armanda de Rothschild w wieku 17 lat w 1913 roku. W 1922 roku James de Rothschild odziedziczył Waddesdon Manor w hrabstwie Buckinghamshire.
Mieli także dom w Londynie na placu św Jakuba. Dorothy de Rothschild wspierała męża w jego kampaniach politycznych, szczególnie w latach 1929-1945, kiedy był liberalnym posłem w okręgu Isle of Ely.
Po jego śmierci w 1957 roku, Waddesdon Manor został przekazany National Trust, ale inne nieruchomości i pomniejsze rezydencje w Eythrope w Buckinghamshire zostały zatrzymane przez panią de Rothschild.
Dorothy de Rothschild reprezentowała interesy syjonistów, tak jak jej teść i mąż, i była bliską przyjaciółką Chaima Weizmana. Została przewodniczącą Jad Channadiw, organizacji charytatywnej Rothschildów w Izraelu, fundusze przekazała na budowę Knesetu i budynku Sądu Najwyższego Izraela.